# Jakob Hainz
Jakob Hainz von Korbest (* 1775 in Arad, Königreich Ungarn; † 30. März 1839 in Wien, Kaisertum Österreich) war ein österreichischer Baumeister und Architekt.

## Leben

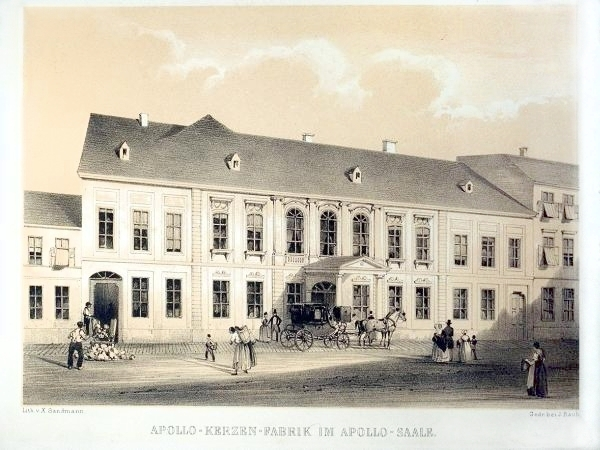
Apollosaal

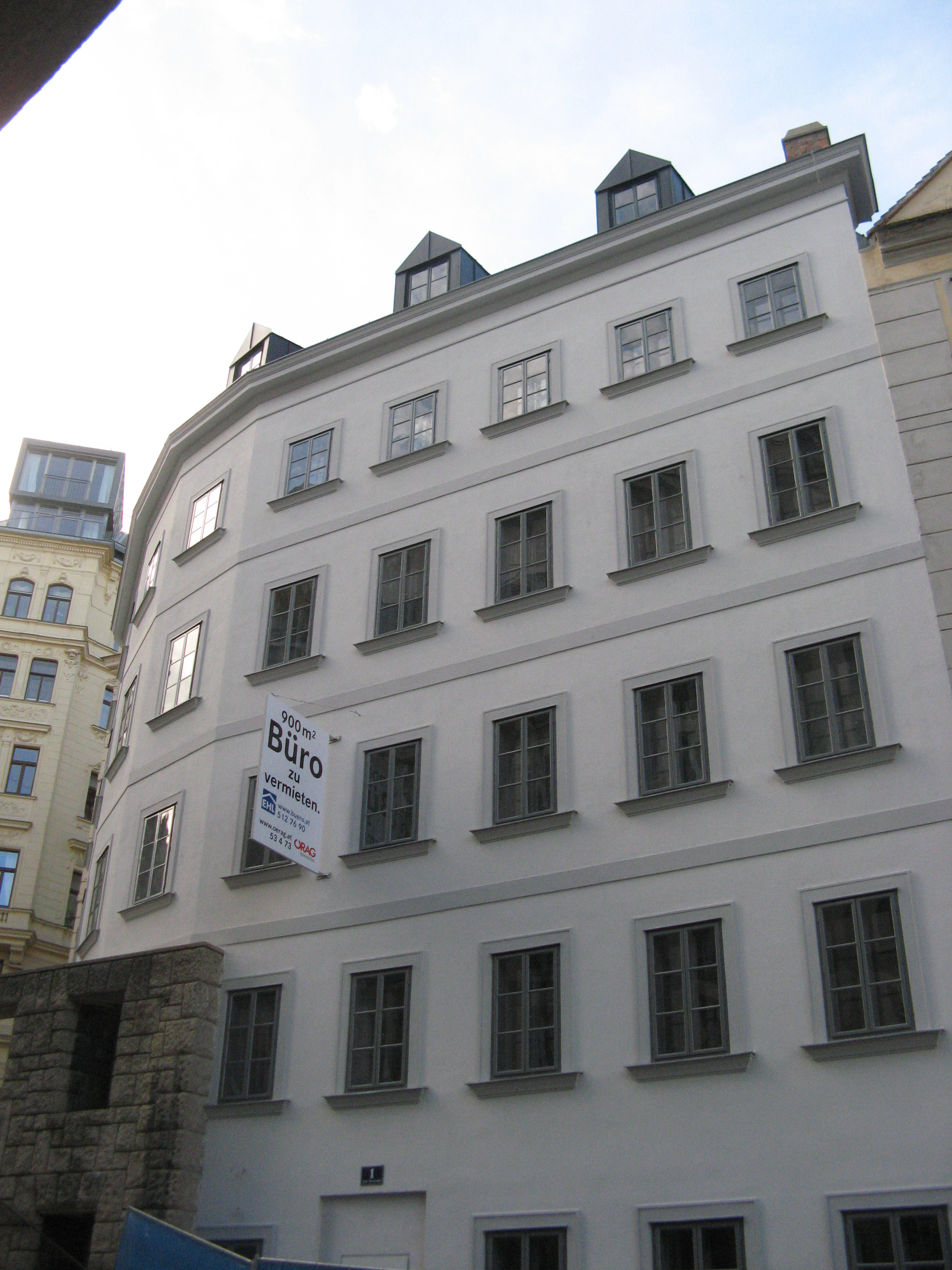
Miethaus, Am Gestade 1 (1823)

Jakob Hainz war der Sohn des Baumeisters Paul Hainz aus dem damals zu Ungarn gehörenden siebenbürgischen Arad. Wann er genau nach Wien gekommen ist, weiß man nicht. Jedenfalls siedelte er sich in der Vorstadt Mariahilf an und heiratete 1806 die Tochter des Stadtbaumeisters Leopold Grossmann, Franziska, mit der er später zwei Kinder hatte.
1811 suchte er um Zulassung zur Meisterprüfung bei der Zunft der Bau- und Steinmetzmeister an, um die Befähigung als Stadtbaumeister in Wien zu erreichen. Dies scheiterte mehrere Jahre, bis er 1817 ein Dekret der Stadthauptmannschaft vorlegen konnte, dass er ohne weitere Prüfung jede Baumeisterarbeit in der Stadt verrichten dürfe. 1819 wurde er schließlich in die Innung aufgenommen.
Neben seiner Baumeistertätigkeit war Hainz einer der ersten, die sich für das neue Eisenbahnwesen interessierten. 1834 suchte er um die Genehmigung zum Bau einer Bahnstrecke in der Umgebung Wiens an, die nicht als Pferdebahn, sondern bereits im Lokomotivbetrieb befahren werden sollte. Vorgesehen war die Strecke Meidling, Schönbrunn, Hietzing, Lainz, Atzgersdorf, Liesing, Perchtoldsdorf, Brunn am Gebirge, Maria Enzersdorf, Mödling, Gumpoldskirchen bis Baden, also eine ähnliche Route, die die spätere Wien-Gloggnitzer-Bahn (genehmigt 1838) auch befuhr. Hainz fehlten aber die Genehmigungen zur Enteignung der betroffenen Privatgrundstücke.
1835 schenkte Kaiser Ferdinand I. Hainz das Gut Korbest im Komitat Arad, er selbst wurde in den ungarischen Adelsstand erhoben. Hainz starb 1839 an Nervenfieber und wurde auf dem Matzleinsdorfer Friedhof bestattet.

## Bedeutung
Jakob Hainz baute vor allem zweigeschoßige Pawlatschenhäuser in Mariahilf und anderen Vorstädten, die als Wohn- und Arbeitsstätten für Handwerker und Heimarbeiter dienten. Sie konnten durch Umlegen einzelner Mauern relativ flexibel verändert und den wechselnden Bedürfnissen angepasst werden. Als Stadtbaumeister konnte Hainz einige Projekte des prominenten Architekten Joseph Kornhäusel als ausführender Baumeister verwirklichen. Von dessen Entwürfen profitierte Hainz in der Raumaufteilung und der Fassadengestaltung bei seinen eigenen Bauten. Die meisten seiner Häuser wurden in der Zwischenzeit abgerissen oder umgestaltet, da seine Biedermeierhäuser meist den Ansprüchen der neuen Zeit nicht mehr entsprachen.

## Werke
- Apollo-Saal, Zieglergasse 15, Wien 7 (später abgerissen) (1807)
- Miethaus, Gumpendorfer Straße 85, Wien 6 (später verändert) (1808)
- Miethaus, Ungargasse 32, Wien 3 (später verändert) (1819)
- Miethaus, Schimmelgasse 4, Wien 3 (1820)
- Miethaus, Schimmelgasse 18, Wien 3 (1820)
- Miethaus, Stuckgasse 3, Wien 7 (1820)
- Miethaus, Liniengasse 12, Wien 6 (später verändert) (1821)
- Miethaus, Am Gestade 1, Wien 1 (später verändert) (1823)
- Miethaus, Währinger Straße 20, Wien 9 (Fassade später verändert) (1827)
- Wohnhaus Zum goldenen Engel, Weihburggasse 15, Wien (später verändert) (1829)
- Kleeblatthaus, Tuchlauben 11, Wien 1 (später verändert) (1837–1838)